# Liste des statues à Bakou
La liste des sculptures de la ville de Bakou est une liste de toutes les œuvres de sculpture indépendantes installées dans les rues ou les places, les parcs ou les places de la capitale de l’Azerbaïdjan, la ville de Bakou, y compris celles qui ont été perdues.

## Statues

### Statues de  personnalités[2]
| Année | Image | Personne                 | Emplacement | Notes                                                                                       |
| 1930  |       | Mirza Fatali Akhundov    | Au carrefour des rues Bunyad Sardarov, Said Rustamov et Ahmed Djavad                                                        |                                                                                             |
| 1923  |       | 26 commissaires de Bakou | Sur la place des 26 commissaires de Bakou (le nom actuel de la rue est le Jardin de Sahil)                                  |                                                                                             |
| 1949  |       | Nizami Gandjavi          | Devant le Musée de la littérature azerbaïdjanaise Nizami Gandjavi                                                           |                                                                                             |
| 1958  |       | Mirza Alakbar Sabir      | Dans la rue Istiglaliyyat, le jardin Mirza Alakbar Sabir                                                                    | De 1922 à 1958, il y avait une autre statue à la place du monument du poète.                |
| 1960  |       | Uzeyir Hadjibeyov        | Devant le Conservatoire National d'Azerbaïdjan                                                                              |                                                                                             |
| 1955  |       | Vladimir Lénine          | à la XIe place de l'armée rouge (maintenant - place Azadlig). Sur le bâtiment de la maison du gouvernement de l'Azerbaïdjan | En 1991, le monument a été remplacé par le drapeau national de la République d'Azerbaïdjan. |
| 1961  |       | Samad Vurgun             | Rue Pouchkine (Bakou) |                                                                                             |
| 1962  |       | Fuzuli                   | En face du théâtre national académique d'Etat de l'Azerbaïdjan                                                              |                                                                                             |
| 1968  |       | Mikayil Muchfig          | L’avenue d’Inchaattchilar                                                                                                   |                                                                                             |
| 1972  |       | Nariman Narimanov        | L’avenue de Nariman Narimanov                                                                                               |                                                                                             |
| 1973  |       | Mehdi Huseynzade         | À l'intersection de l'avenue de Tbilissi et de la rue Bakikhanov                                                            |                                                                                             |
| 1980  |       | Imadaddin Nasimi         | À l'intersection des rues Samad Vurgun et Nizami                                                                            |                                                                                             |
| 1998  |       | Yusif Mammadaliyev       | Dans la rue Istiglaliyyat, près du palais d'Ismailiyya                                                                      |                                                                                             |
| 2002  |       | Azim Azimzade            | Dans la Vieille ville (Bakou)                                                                                               |                                                                                             |
| 2012  |       | Koroğlu                  | À l'intersection de l'avenue Azadlig et de l'avenue Vagif                                                                   |                                                                                             |
| 2014  |       | Gara Garayev             | Dans la rue du 28 mai |                                                                                             |

## Bustes
| Année | Personne         | Image | Emplacement         | Notes                                                                   |
| 1920  | Friedrich Engels |       | Boulevard Primorsky | Le monument est écrit en azerbaïdjanais avec des lettres arabes: ENGELS |

## Monuments
| Année | Monument                   | Image | Emplacement                                                     | Notes                                                                                         |
| 1960  | Statue d'une femme libérée |       | Au carrefour des rues de Chikhali Gourbanov et Djafar Djabbarli | Le monument représente une femme enlevant le voile. Il a été construit par Fouad Abdurahmanov |
| 1988  | Flamme éternelle           |       | Allée des Martyrs                                               |                                                                                               |